# Masacre de Gando
La masacre de Gando (Jiandao) fue un asesinato en masa cometido por el ejército japonés contra los residentes coreanos de Jiandao (Gando, en la actual Prefectura Autónoma Coreana de Yanbián, Jilin, China), después del incidente de Hunchun.
La masacre ocurrió durante un período de tres semanas a partir de octubre de 1920, el día del incidente de Hunchun después de la batalla de Qingshanli. Durante este período, los soldados del Ejército Imperial Japonés asesinaron a civiles coreanos que se estimaban en al menos 5.000, y perpetraron violaciones generalizadas.